# 高見こころの危険な妹（たち）
『高見こころの危険な妹（たち）』（たかみこころのきけんないもうとたち）は、FM OSAKAで放送されていたラジオ番組である。

## 出演者
- 高見こころ
- 松下まゆみ（まゆみん）
- 稲富菜穂
- 小泉麻耶
- ほか

## 番組内容
- ココマヤ

かっぱさんからトークのお題を出して貰い、高見こころと小泉麻耶がトークする。
- まゆみんのバクシードコーナー
- 妹インフォメーション

妹たちの近況などを報告する。
- 稲富菜穂の正しい日本語の使い方

ある熟語のお題が出され、稲冨菜穂がそのお題で正しい使い方を答える。
番組内で紹介できなかったメッセージのほとんどは、番組ホームページブログに掲載されていた。次番組『夢持力電波マエムキン』は、RSPメインの番組としてリニューアルされたが、高見こころと「かっぱさん」は引き続き出演となり、番組ホームページ及びブログもタイトルなどを除きほぼ引き継がれた。
| FM OSAKA 火曜日深夜の番組（27:00 - 29:00） | FM OSAKA 火曜日深夜の番組（27:00 - 29:00） | FM OSAKA 火曜日深夜の番組（27:00 - 29:00） |
| 前番組                                     | 番組名                                     | 次番組                                     |
| ------------------------------------------ | ------------------------------------------ | ------------------------------------------ |
| N.U.のおもろナイト                         | 高見こころの危険な妹（たち）               | 夢持力電波マエムキン                       |